# Rourea laxiflora
Rourea laxiflora är en tvåhjärtbladig växtart som beskrevs av Henry Hurd Rusby. Rourea laxiflora ingår i släktet Rourea och familjen Connaraceae. Inga underarter finns listade i Catalogue of Life.